# Nupseranodes constantini
Nupseranodes constantini là một loài bọ cánh cứng trong họ Cerambycidae.